# Nabadwip
Nabadwip là một thành phố và khu đô thị của quận Nadia thuộc bang Tây Bengal, Ấn Độ.

## Nhân khẩu
Theo điều tra dân số năm 2001 của Ấn Độ, Nabadwip có dân số 115.036 người. Phái nam chiếm 51% tổng số dân và phái nữ chiếm 49%. Nabadwip có tỷ lệ 75% biết đọc biết viết, cao hơn tỷ lệ trung bình toàn quốc là 59,5%: tỷ lệ cho phái nam là 80%, và tỷ lệ cho phái nữ là 70%. Tại Nabadwip, 9% dân số nhỏ hơn 6 tuổi.